# Streckad spindeljägare
Streckad spindeljägare (Arachnothera magna) är en asiatisk fågel i familjen solfåglar. Den har en vid utbredning från Indien till Vietnam. IUCN kategoriserar den som livskraftig.

## Utseende och läte
Streckad spindeljägare är en stor (17–20,5 cm) spindeljägare med mycket lång, nedåtböjd näbb. Fjäderdräkten är olivgrön ovan, ljusare under, med kraftiga längsgående streck. Sången börjar med ett mjukt "vijvitte vij" och accelererar till en monoton drill.

## Utbredning och systematik
Streckad spindeljägare delas in i fem underarter med följande utbredning:
- Arachnothera magna magna – förekommer i Himalaya (från Garhwal till norra Myanmar och sydvästra Kina och Malackahalvön)
- Arachnothera magna aurata – förekommer i östra och centrala Burma
- Arachnothera magna musarum – förekommer från sydöstra Burma (södra Shan-staten) till norra Thailand och norra Laos
- Arachnothera magna pagodarum – förekommer i södra Burma och sydvästra Thailand
- Arachnothera magna remota – förekommer i södra Vietnam

## Levnadssätt
Streckad spindeljägare hittas i skog och ungskog, framför allt där det finns vilda bananer. Den ses enstaka, i par eller i artblandade grupper, mycket aktivt födosökande efter nektar. Boet sys fast på undersidan av ett stort blad.

## Status och hot
Arten har ett stort utbredningsområde, men tros minska i antal, dock inte tillräckligt kraftigt för att den ska betraktas som hotad. Internationella naturvårdsunionen IUCN listar arten som livskraftig (LC). Världspopulationen har inte uppskattats men den beskrivs som alltifrån sällsynt till frekvent förekommande.

## Bilder

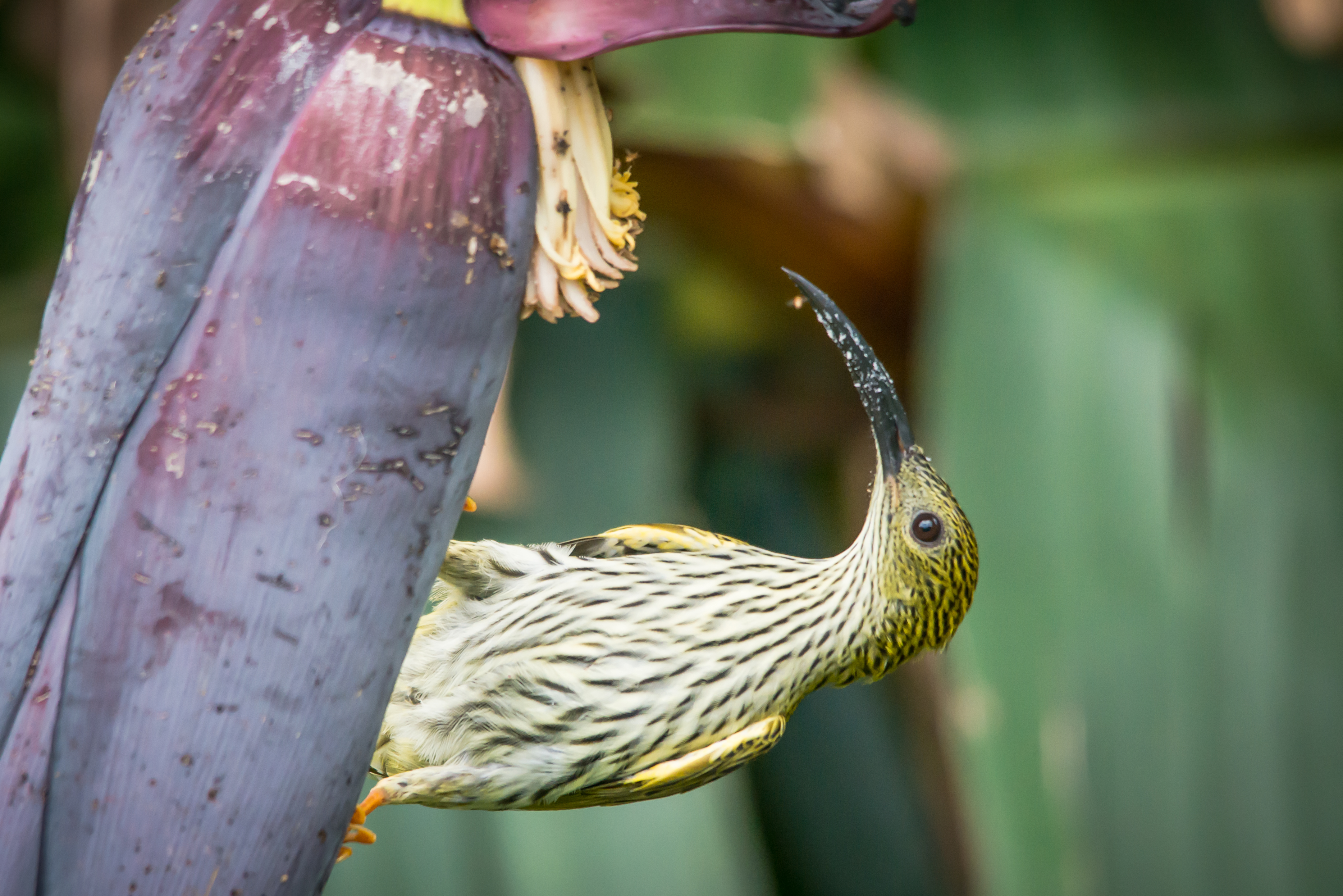
Streckad spindeljägare, Kaeng Krachan National Park, Thailand.
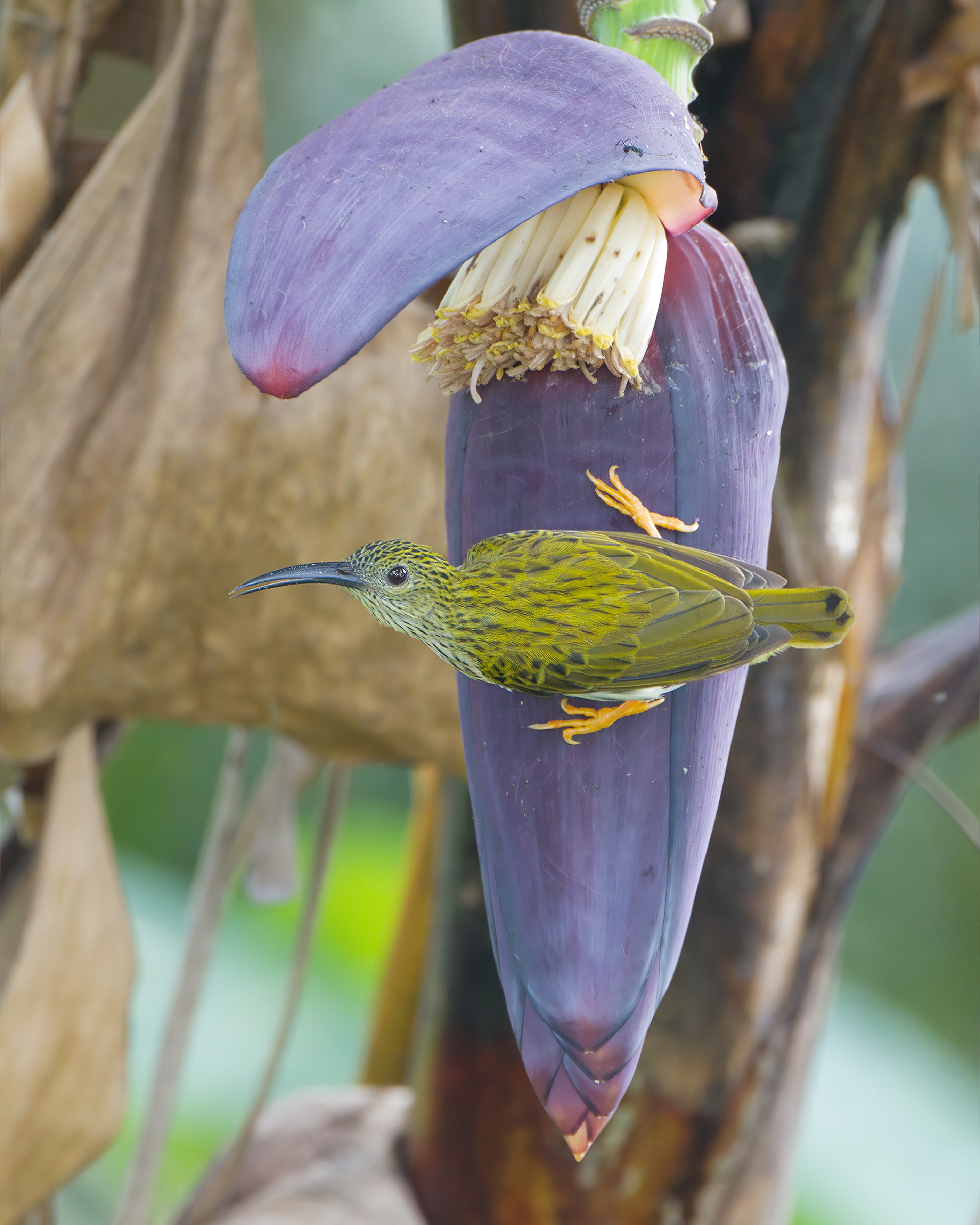

- Kaeng Krachan National Park, Thailand.